# 122 (число)
Вижте пояснителната страница за други значения на 122.
122 (сто двадесет и две) е естествено, цяло число, следващо 121 и предхождащо 123.
Сто двадесет и две с арабски цифри се записва „122“, а с римски цифри – „CXXII“. Числото 122 е съставено от три цифри от позиционните бройни системи – 1 (едно), 2 (две).

## Общи сведения
- 122 е четно число.
- 122-рият ден от годината е 2май.
- 122 е година от Новата ера.

## Любопитни факти
- Жанна Калман живяла 122 години и 164 дни, това е рекорд на дължината на живота.